# Ve gouvernement constitutionnel de Sao Tomé-et-Principe
République démocratique de Sao Tomé-et-Principe
IVe VIe
Le Ve gouvernement constitutionnel de Sao Tomé-et-Principe (en portugais : Ve Governo Constitucional de São Tomé e Príncipe) est le quatrième gouvernement de Sao Tomé-et-Principe. Il est en fonction du 19 novembre 1996 au 5 janvier 1999, sous le Premier ministre Raul Bragança Neto et le président de la République Miguel Trovoada.

## Composition
Au 1er janvier 1998, le Ve gouvernement est composé de :

### Premier ministre
- Premier ministre : Raul Bragança Neto

### Ministres
| Rôle                                                                         | Titulaire                               | Parti     |
| ---------------------------------------------------------------------------- | --------------------------------------- | --------- |
| Ministre de l'Agriculture et de la Pêche                                     | Hermenegildo de Assunção Sousa e Santos | MLSTP-PSD |
| Ministre de l'Éducation, de la Culture et du Sport                           | Albertino Bragança                      | PCD-GR    |
| Ministre des Finances et de la Planification                                 | Acácio Elba Bonfim                      | MLSTP-PSD |
| Ministre des Affaires étrangères et des Communautés santoméennes d'outre-mer | Homero Jerónimo Salvaterra              | MLSTP-PSD |
| Ministre de la Santé                                                         | Eduardo do Carmo Feirrera de Matos      | MLSTP-PSD |
| Ministre de l'Industrie, du Commerce et du Tourisme                          | Cosme Afonso da Trinidade Rita          | PCD-GR    |
| Ministre de la Défense et de l'Ordre intérieur                               | João Quaresma Viegas Bexigas            | Ind.      |
| Ministre de la Justice, de l'Administration publique et locale               | Amaro Pereira de Couto                  | MLSTP-PSD |
| Ministre des Équipements sociaux et de l'Environnement                       | Arlindo Afonso de Carvalho              | PCD-GR    |